# Ar-Rajna
Ar-Rajna (hebr. ריינה; arab. الرينة; ang. Reineh) – samorząd lokalny położony w Dystrykcie Północnym, w Izraelu.

## Położenie
Miejscowość Ar-Rajna jest położona na wysokości od 400 do 300 metrów n.p.m. w północnym skraju masywu górskiego Hare Nacerat (ok. 400 m n.p.m.) w Dolnej Galilei na północy Izraela. Na wschód od miasteczka wznosi się góra Har Jona (573 m n.p.m.). Okoliczny teren jest mocno pofałdowany, lecz opada w kierunku północno-zachodnim, gdzie spływa strumień Cippori. W jej otoczeniu znajdują się miasta Nazaret i Nof ha-Galil, miasteczko Maszhad, moszaw Cippori, oraz wioska komunalna Hosza’aja. Miejscowość jest częścią obszaru metropolitalnego Nazaretu.
Ar-Rajna jest położona w Poddystrykcie Jezreel, w Dystrykcie Północnym Izraela.

## Historia
Najstarsze wzmianki o wiosce Ar-Rajna pochodzą z XVII wieku. Zgodnie z lokalną tradycją, została nazwana na cześć francuskiego generała, który nazywał się René. Po I wojnie światowej w 1918 roku Ar-Rajna przeszła pod panowanie Brytyjczyków. Utworzyli oni w 1921 roku Brytyjski Mandat Palestyny. W 1927 roku wioska została poważnie zniszczona przez trzęsienie ziemi. W poszukiwaniu skutecznego rozwiązania narastającego konfliktu izraelsko-arabskiego w dniu 29 listopada 1947 roku została przyjęta Rezolucja Zgromadzenia Ogólnego ONZ nr 181. Zakładała ona między innymi, że wioska Ar-Rajna miała znaleźć się w granicach nowo utworzonego państwa arabskiego. Arabowie odrzucili tę Rezolucję i dzień później doprowadzili do wybuchu wojny domowej w Mandacie Palestyny. W trakcie jej trwania rejon wioski zajęły siły Arabskiej Armii Wyzwoleńczej, które sparaliżowały żydowską komunikację w całej okolicy. Podczas I wojny izraelsko-arabskiej wojska izraelskie przeprowadziły operację „Dekel” w trakcie której, w dniu 16 lipca zajęto Ar-Rajna. W odróżnieniu od wielu wiosek w Galilei, Izraelczycy nie wysiedlili jednak mieszkańców Ar-Rajna, dzięki czemu zachowała ona swoją arabską tożsamość. W 1968 roku Ar-Rajna otrzymała status samorządu lokalnego.

## Demografia
Zgodnie z danymi Izraelskiego Centrum Danych Statystycznych w 2013 roku w Ar-Rajna żyło ponad 17,7 tys. mieszkańców, w tym 83,4% Arabowie muzułmanie i 16,6% Arabowie chrześcijanie. Jest to niewielkie miasteczko, którego populacja charakteryzuje się niewielkim, lecz stałym wzrostem liczebności. Według danych z 2011 roku przyrost naturalny w porównaniu do poprzedniego roku wyniósł 3,7%. W roku tym urodziło się 314 dzieci, a zmarły 270 osoby (odnotowano 1 zgon niemowląt). Według danych za 2011 rok liczba zatrudnionych pracowników wynosiła 4539, a liczba osób pracujących na własny rachunek wynosiła 376. Średnie miesięczne wynagrodzenie w 2011 roku wynosiło 4782 ILS (średnia krajowa 7964 ILS). Zasiłki dla bezrobotnych pobierało 74 osoby, w tym 54 mężczyzn (średni wiek: 43 lata). Świadczenia emerytalne oraz rentowe pobierały 603 osoby, a zapomogi społeczne 1321 osób.
| Wiek (w latach) | Procent populacji w % |
| --------------- | --------------------- |
| 0 – 4           | 9,9                   |
| 5 – 9           | 11,1                  |
| 10 – 14         | 12,4                  |
| 15 – 19         | 11,0                  |
| 20 – 29         | 15,4                  |
| 30 – 44         | 20,5                  |
| 45 – 59         | 13,7                  |
| 60 – 64         | 1,9                   |
| 65 –            | 4,1                   |

Źródło danych: Central Bureau of Statistics.

## Polityka
Budynek siedziby władz samorządowych znajduje się przy głównej ulicy w samym centrum. Burmistrzem jest Chaled Tator.

## Gospodarka
Lokalna gospodarka opiera się głównie na handlu i rzemiośle. Część mieszkańców dojeżdża do pracy w pobliskich strefach przemysłowych.

## Transport
Przez miasteczko przechodzi droga nr 754, którą jadąc na południowy zachód dojeżdża się do miasta Nazaret, lub jadąc na północny wschód dojeżdża się do skrzyżowania z drogą nr 79. W 2011 roku w Ar-Rajna były zarejestrowane 4204 pojazdy silnikowe, w tym 3118 samochodów osobowych (średnia wieku samochodów prywatnych wynosiła 9 lat). W roku tym w mieście doszło do 9 wypadków.

## Edukacja
W miejscowości znajduje się siedem przedszkoli, dwie szkoły podstawowe, gimnazjum i prywatna szkoła franciszkańska. W 2011 roku w 133 klasach szkolnych uczyło się 4133 uczniów, w tym 1086 w szkołach podstawowych. Średnia uczniów w klasie wynosiła 30.

## Religia
W Ar-Rajna znajdują się dwa kościoły rzymskokatolickie, jeden greckokatolicki i jeden protestancki, oraz meczety (Asz-Szajch Hasan i Alitisam).

## Sport
We wschodniej części miejscowości znajduje się boisko do piłki nożnej.